# 드래곤 모델스 리미티드
드래곤 모델스 리미티드(Dragon Models Limited), 줄여서 드래곤(Dragon) 또는 DML은 홍콩에 본사를 둔 플라스틱 모델 키트, 미니어처 카 및 군용 액션 피겨 제조업체이다. 1987년에 설립된 이 회사의 제품은 전 세계적으로 유통되며 대부분의 주요 취미 유통 채널 및 소매점에서 찾을 수 있다. 회사는 홍콩의 췬완 지구에 본사를 두고 있으며, 중국 상하이에 영업 및 유통 사무실을 운영하고 있다. 이들은 역사적 정확성과 세부 사항에 대한 관심으로 유명하며, 제품 디자인을 위해 많은 저명한 군사 전문가들과 협력해왔다. 설립 이후 1,000개 이상의 품목을 출시했다.

## 역사
드래곤은 1987년, 모델 소매 및 유통업체인 유니버설 모델스 리미티드(UML)의 자매 회사로 설립되어 자체 플라스틱 모델 키트 제품을 설계하고 제조하기 시작했다. 초기에는 주로 군용 차량을 주제로 한 모델 키트에 집중했으며, 첫 번째 품목은 타이푼급 잠수함이었다. 이 품목은 영화 붉은 10월에 자주 등장하면서 큰 인기를 얻었다.
1990년대에 드래곤은 완제품 수집품 및 액션 피겨를 포함한 여러 가지 제품 라인으로 다각화했다. 이러한 신제품에는 1/72 스케일 군용 차량 드래곤 아머, 1/400 스케일 여객기 드래곤 윙스, 1/72 스케일 군용기 드래곤 윙스: 워버드 등 미니어처 카 수집품 시리즈가 포함된다. 1999년, 드래곤은 1/6 스케일 뉴 제너레이션 라이프 액션 피겨 시리즈를 선보였는데, 이는 실제와 같은 머리 조각과 초정밀한 유니폼, 무기, 장비를 특징으로 했다. 이 시리즈는 찬사를 받았으며, 더욱 전통적이고 장난감 같은 G.I. 조 제품의 후속작으로 여겨지는 수집가들 사이에서 액션 피겨 산업을 부활시키는 데 기여했다. 이 시리즈는 역사적 및 현대 군인 주제뿐만 아니라 영화 라이선스 및 대중문화 주제도 다룬다. 이 시리즈는 현재 600개 이상의 출시작을 포함한다.

## 제품 라인

### 플라스틱 모델 키트
드래곤 카탈로그에서 가장 잘 알려진 원조 제품 범주는 군용 차량 (1/35, 1/72, 1/144, 1/6 스케일), 항공기 (1/32, 1/48, 1/72 스케일), 군함 (1/350, 1/700 스케일), 피겨 (1/35, 1/9, 1/16 스케일) 및 우주선이 포함된 모형 키트 시리즈이다. 이 시리즈는 주로 제2차 세계 대전 시대의 군사 주제에 중점을 두지만, M1 에이브럼스와 같은 현대 군사 주제도 다양하게 제공한다. 이들의 모델 키트는 정확성과 세심한 디테일뿐만 아니라 그러한 디테일을 정확하게 표현하기 위한 정교한 공학 및 제조 기술로도 유명하다. 각 키트는 실제 차량(가능한 경우)을 직접 측정하고 해당 차량을 전문으로 하는 군사 전문가들의 자문을 받아 철저히 연구된다. 드래곤은 또한 제2차 세계 대전 전차의 변형을 설명할 때 사용되는 초기, 중기, 후기 생산이라는 용어의 창시자이며, 이 용어는 이제 업계에서 널리 채택되고 있다.
드래곤 키트는 또한 박스 아트로도 유명하며, 캐나다 예술가 론 볼스타드와 일본 예술가 오니시 마사미, 타카니 요시유키, 코이케 시게오, 우에다 신과 같은 저명한 군사 주제 예술가들과 자주 협력한다.
드래곤 모델스 키트 상자 안에는 일반적으로 차량을 조립하는 플라스틱 부품과 추가 금속 부품, 포토 에치, 설명서, 그리고 데칼이 들어있다. 이들의 키트는 보통 많은 부품을 포함하며, 때로는 모델러가 한 키트에서 2개 또는 3개의 차량 변형을 만들 수 있는 3-in-1 또는 2-in-1 품목을 특징으로 한다. 수년간 드래곤은 모델러의 경험을 향상시키기 위한 여러 공학 기술과 기능을 개발했다.

#### 매직 트랙 및 EZ 트랙
'매직 트랙'은 봉투에 담겨 제공되는 개별 트랙 링크로, 러너에서 개별적으로 제거하는 번거로운 작업 없이 조립할 준비가 되어 있다. 매직 트랙은 꽉 끼워 맞춰지도록 설계되어 기존 모델 키트 트랙보다 트랙을 더 쉽게 조립할 수 있다. 각 개별 트랙 링크를 함께 배치한 다음 원하는 효과를 얻으면 접착하여 쉽게 조립할 수 있다. 이 기능은 모델러가 트랙을 조립하는 데 소요되는 시간을 줄이도록 설계되었다.

#### 원피스 DS 트랙
셔먼 M4A2 키트와 같은 드래곤의 최신 키트 중 일부에는 드래곤 자체 연구 개발팀이 개발한 플라스틱인 '드래곤 스티렌 100'(DS)으로 만든 원피스 트랙이 포함되어 있다. 폴리스타이렌과 비닐의 혼합형인 DS는 두 재료의 장점을 결합하려는 시도이다. 언더컷 성형을 사용하여 섬세한 디테일을 DS로 재현할 수 있어 작은 부품의 수를 줄인다. 예를 들어, 티거 I의 속이 빈 가이드 혼은 슬라이드 몰드 기술을 사용하여 DS로 복제할 수 있다. 이 트랙은 일반 플라스틱 접착제로도 접합할 수 있다.
일부 최근 DS 트랙은 너무 길거나 너무 느슨한 문제가 있는 것으로 보인다. 트랙은 포장 한계로 인해 늘어날 수도 있지만, 뜨거운 물에 담가 해결할 수 있다.

#### 포토 에칭 부품
드래곤은 키트에 항상 소량의 포토 에칭 황동을 포함한다. 원래 드래곤은 엔진 데크 스크린 모델링에 포토 에칭 부품에 크게 의존했지만, 이후 체인 및 펜더와 같은 선택 부품을 포함하도록 포토 에칭 사용을 확대했다. 포토 에칭 황동 부품은 미니어처 안경, 메달, 안전 벨트, 기관총 마운트, 흡기 스크린 등 플라스틱으로 스케일에서 만들기 어려운 작거나 섬세한 부품을 만들기 위해 키트에 사용된다.
키트에 직접 포함된 포토 에칭 부품 외에도 드래곤은 소량의 별도 포토 에칭 디테일 세트를 제조한다. 또한 중국 모델 액세서리 회사인 라이온 로어와 유통 계약을 맺고 드래곤 및 다른 모델 회사의 키트에서 사용할 수 있는 라이온 로어의 디테일 세트를 판매 및 마케팅하고 있다.

#### 데칼
경쟁사들처럼 드래곤도 키트에 데칼을 포함한다. 드래곤은 때때로 자체 데칼 시트를 인쇄하기도 하지만, 보통 이탈리아 데칼 제조업체인 카토그라프가 인쇄한 데칼을 사용한다.

#### 금속 부품
선반 가공 알루미늄 배럴, 금속 견인 케이블, 황동 안테나 및 황동 탄약통은 스티렌 부품의 대안으로 드래곤 키트에 일반적으로 포함되는 부품이다. 작은 금속 부품도 탱크의 바퀴와 램프 배선을 정확하게 재현하기 위해 포함될 수 있다. 일부 키트에는 최대 48개의 금속 부품이 포함되어 있다.

#### 슬라이드 몰딩
새로운 기술은 아니지만, 슬라이드 몰드의 사용은 전통적인 두 조각 몰드보다 더 정확한 디테일 재현을 가능하게 한다. 이것은 부품을 형성하기 위해 몰드에 삽입되었다가 부품이 몰드에서 추출될 수 있도록 제거되는 움직이는 부품("슬라이드"로 알려짐)을 가진 사출 성형을 사용하여 수행된다. 이는 더 큰 부품에 디테일을 몰딩하여 모델의 진정성을 높이고 부품 수를 줄이는 데 도움이 된다. 판 사이의 용접 패턴, 격자, 일체형 선체 및 포탑 내부는 드래곤 키트에 일반적으로 포함되는 기능이다. 슬라이드 몰드 기술의 사용은 드래곤이 포토 에칭 부품에 덜 의존하게 만들었다(아래 Smart Kit 참조).

#### 스마트 키트
드래곤에 따르면, '스마트 키트'는 디테일 수준을 희생하지 않으면서도 더 쉽게 조립할 수 있도록 설계되었다. 이 키트에는 추가적인 엔지니어링이 투자되어 모델의 조립이 더욱 간단해졌다. 슬라이드 몰딩 기술의 광범위한 사용은 포토 에칭 부품 없이도 선명하게 디테일된 부품을 재현할 수 있음을 의미한다. 따라서 키트는 대부분의 모델러가 표준 조립 기술을 사용하여 상자에서 꺼내 바로 조립할 수 있다. '스마트 키트'는 일반적으로 일반 드래곤 키트보다 저렴한데, 이는 금속 부품의 포함이 적기 때문이다. 그러나 드래곤은 모델이 어떤 식으로든 단순해진 것이 아니라 단지 조립이 덜 번거로워졌다고 강조한다.
드래곤은 지금까지 판터 G를 시작으로 31개의 스마트 키트를 출시했다.

### 드래곤 윙스 (1/400 스케일)
1997년, 드래곤은 수집가뿐만 아니라 전시 모델을 필요로 하는 항공사들을 대상으로 1/400 스케일 항공기 라인인 드래곤 윙스를 시작했다. 이 모델들은 완전히 완성된 상태로 판매되었다. 이후 100개 이상의 상업 및 국영 항공사 모델이 출시되었다. 드래곤은 에어버스와 보잉의 홍보 및 기념품 목적으로 공식적으로 지정된 항공기 모델 공급업체였다. 상업 항공 분야에서 드래곤 윙스는 2000년대 초중반에 가장 활발했다.
드래곤 윙스의 1/400 라인에는 다이캐스트 우주 수집 시리즈도 포함되었다. 이 컬렉션에는 우주왕복선 모델, NASA의 아폴로 계획의 새턴 V 로켓, 그리고 델타 II 로켓과 같은 다른 발사체 모델이 포함된다. 국제우주정거장과 러시아 우주정거장 미르와 같은 다른 모델들도 있다. 드래곤 윙스는 경쟁 심화로 인해 2014년에 단종되었다.

### 군용 피겨 (1/6 스케일)
1999년, 드래곤은 새로운 세대의 라이프 액션 피겨 시리즈를 선보였다. 이 시리즈는 천 유니폼, 무기 및 장비를 갖춘 완전히 포즈를 취할 수 있는 군사 및 라이선스 12인치 피겨를 특징으로 한다. 이 시리즈는 현재 제2차 세계 대전, 현대 특수 작전 및 법 집행, 영화, 스포츠, 전자 게임 및 만화의 라이선스 캐릭터 피겨에 이르기까지 다양한 주제로 400개 이상의 개별 출시작을 보유하고 있다. 장비는 항공기 벽, 작동하는 낙하산 및 많은 차량을 갖춘 낙하산병까지 다양했다. 2000년대 초반, 드래곤 모델스는 수백 개의 액션 피겨를 생산했으며, 대부분은 제2차 세계 대전 독일 피겨였다. 그러나 2010년 이후 생산되는 피겨의 수가 급격히 감소하기 시작했다. 드래곤 모델스는 2012년 11월에 1/6 스케일 액션 피겨 생산을 중단했다.
- 다른 액션 피겨/모델 키트 시리즈:

워리어 시리즈 (1/16) – 전차 승무원 및 보병 피겨
월드 엘리트 포스 시리즈 (1/35)
'남' 시리즈 (1/35)
54mm 피겨

### 미니어처 카 (1/72 스케일)
드래곤은 제2차 세계 대전의 고전부터 현대 항공기에 이르기까지 주로 1/72 스케일의 다이캐스트 전투기 라인인 '더 워버드'를 출시했다. 2003년, 드래곤은 전투기 워버드 시리즈를 보완하기 위해 또 다른 다이캐스트 모델 라인인 드래곤 아머를 선보였다. 드래곤은 또한 제2차 세계 대전 독일 전차 및 현대 전차의 1/144 모델('판저 코르프') 라인도 판매한다.

## 시설
드래곤은 몇 개의 큰 지역 부서를 가지고 있다. 가장 주목할 만한 곳은 자체 독점 제품 라인을 생산하는 중국 상하이에 있다. 최근에는 중국 사업부가 선전으로 이전했다. 본사는 홍콩 췬완에 위치한다.
이전에는 미국에서 드래곤 및 기타 제휴 모델 회사의 제품을 마케팅하고 유통하기 위해 인더스트리, 남부 캘리포니아에 자회사를 유지했다. 이 사업은 중단되었다.

## 존 애덤 가짜 뉴스
2005년 "무자헤딘 여단"이라는 이름을 사용하는 무장 단체가 "존 애덤"이라는 이름의 미국 병사가 손이 뒤로 묶인 채 소총이 겨누어져 있는 사진을 게시했다. 그를 납치했다고 주장하는 자들은 미국이 이라크 죄수 몇 명의 석방을 요구하는 자신들의 요구를 따르지 않으면 애덤을 처형할 것이라고 주장했다. 언론 매체들은 사진의 합법성에 의문을 제기했고 CNN의 군사 전문가는 이 이미지가 몇 가지 부정확성을 가지고 있으며, 그 중 하나는 피겨의 유니폼 재킷이라고 언급했다. 곧이어 드래곤의 대변인은 사진 속 남자가 액션 피겨 "스페셜 옵스 코디"인 것으로 보이며, 그의 머리에 겨누어진 총은 장난감에 포함된 액세서리라고 언급했다. 이 장난감은 중동의 군인 교환소에서만 판매하기 위해 독점적으로 제조되었다. 장난감 이름에 대한 소식이 퍼진 후 피겨 판매량이 증가했다.

## 같이 보기
- 모형 군용 차량
- 플라스틱 모델